# 四国旅客鉄道社員研修センター
四国旅客鉄道社員研修センター（しこくりょかくてつどうしゃいんけんしゅうセンター）は香川県高松市にある四国旅客鉄道（JR四国）の研修施設である。社内施設のため一般の入場はできない。
旧：国鉄四国鉄道学園時代から使用していた施設が老朽化したため、後継として高松運転所車両基地の敷地内に6階建ての研修センターが約21億円の予算で建設された。
教室、研修棟および安全意識の定着を図るための新施設「安全継承館」が屋内に併設されている。

## 施設の概要
車掌業務を学ぶため、実際の車両内部を再現したシミュレーション装置が新規に導入されており、人身事故などが発生した際のホームの様子などをCGで再現し、業務を学ぶことができる。

## 沿革
- 2018年（平成30年） - 着工
- 2020年（令和02年） - 竣工
- 2020年（令和02年）4月 - 運用開始